# Лопатинський район (Пензенська область)
Лопатинський район (рос. Лопатинский район) — адміністративно-територіальна одиниця (муніципальний район) Пензенської області Приволзького федерального округу Росії.

## Географія

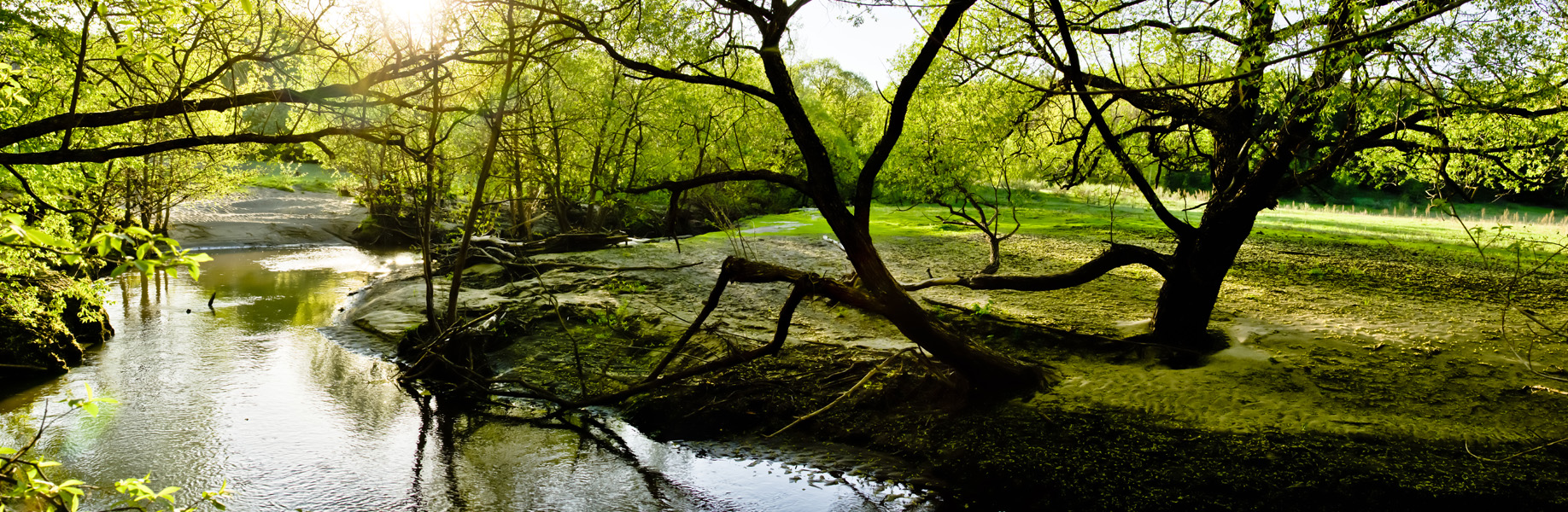

Район розташований на південному сході Пензенської області. На північному заході межує з Шемишейським, на північному сході — з Камешкірським, на заході — з Малосердобинським районами Пензенської області, на півдні — з Саратовською областю.
Лопатинський район знаходиться в екологічно сприятливій природній зоні, тут відсутні виробництв котрі забруднюють атмосферу та є великій площі лісів. Район розміщується в лісостеповій смузі, широколистяними лісами зайнято близько 16,3% території району. 
Лісові масиви зосереджені на правому березі річки Узи та на лівому березі річки Чардим. У річках водиться судак, плотва, окунь, щука.

## Клімат
Район знаходиться в зоні помірно-континентального клімату. Зими тут теплі снігові (середня температура січня - 10 ° С), в степовій частині району часті сильні снігові бурі. Літо тепле (середня температура липня +20 ˚С), часто посушливе.

## Історія
Заселення земель сучасного Лопатинського району почалося наприкінці 17 століття, коли стольнику Варипаєву були віддані в користування землі на лівому березі річки Узи. У цей же час на землях сучасного Лопатинського району починає селитися мордва і татари, які охороняли ці землі від нападу кримських татар, калмиків та інших степових народів, забезпечуючи безпеку Сурської дороги. У першій половині XVIII століття було засновано село Лопатине, назване на честь купців Лопатиних, що служили на оборонних лініях Пензенського краю. У XVIII столітті на цих землях селилися відставні офіцери Російської імперії.
Район утворений 23 липня 1928 року в складі Вольського округу Нижньо-Волзького краю. З січня 1934 року район у складі Саратовського краю, з грудня 1936 року — в Саратовській області.
У 1935 році зі складу району було виділено Даниловський район. 4 лютого 1939 року район переданий до складу новоствореної Пензенської області.
1958 року до складу району включена територія скасованого Даниловського району .
У 1963—1965 роках район був скасований, його територія входила до складу Шемишейського району.

## Населення
| 1939   | 1959     | 1970     | 1979     | 1989     | 2002     | 2009     | 2010     | 2011     | 2012     | 2013     | 2014     | 2015     | 2016     | 2017     |
| 24 929 | ↗ 28 642 | ↘ 24 205 | ↘ 19 855 | ↘ 17 838 | ↘ 16 190 | ↘ 14 911 | ↗ 14 942 | ↘ 14 872 | ↘ 14 520 | ↘ 14 247 | ↘ 13 943 | ↘ 13 674 | ↘ 13 468 | ↘ 13 152 |

Національний склад
Росіяни — 60%; татари — 22%; мордва — 16%; інші — 2% .

## Муніципально-територіальний устрій
У Лопатинському районі 40 населених пунктів у складі 11 сільських поселень.
| №  | Сільські поселення         | Адміністративний центр               | Кількість НП | Населення | Площа, км² |
| 1  | Верешимська сільрада       | село Верешим                         | 5            | ↘ 580     | 129,99     |
| 2  | Даниловська сільрада       | село Даниловка                       | 4            | ↘ 1664    | 281,37     |
| 3  | Кітунькінська сільрада     | село Кітунькіно (Пензенська область) | 3            | ↘ 459     | 129,12     |
| 4  | Козловська сільрада        | село Козловка                        | 1            | ↘ 599     | 105,55     |
| 5  | Комсомольська сільрада     | село Дубровське                      | 3            | ↘ 647     | 109,82     |
| 6  | Лопатинська сільрада       | село Лопатине                        | 10           | ↘ 5193    | 194,15     |
| 7  | Пилковська сільрада        | село Пилкове                         | 1            | ↘ 485     | 58,13      |
| 8  | Старовершаутська сільрада  | село Старий Вершаут                  | 1            | ↘ 580     | 74,04      |
| 9  | Старокарлиганська сільрада | село Старий Карлиган                 | 2            | ↗ 784     | 67,65      |
| 10 | Суляєвська сільрада        | село Суляєвка                        | 1            | ↘ 884     | 91,80      |
| 11 | Чардимська сільрада        | село Чардим                          | 9            | ↘ 1 277   | 204,22     |

## Пам'ятки
На території Лопатинського району знаходяться — Районний краєзнавчий музей (с. Лопатине), Церква Богоявлення Господнього (с. Старий Чардим), Нікольська церква (с. Лопатине), та джерела, які є місцем масового паломництва у релігійні свята.

## Економіка
Лопатинський район входить до складу Поволзького економічного району.

## Відомі персоналії, пов'язані з районом
- Єфімов Андрій Семенович — український вчений, діабетолог, академік Національної академії медичних наук України, доктор медичних наук, професор, Лауреат Державної премії України, Заслужений діяч науки і техніки України.
- Чесноков Федір Маркелович — ерзянський радянський письменник, прозаїк, драматург та літературознавець.
- Кривошеєва Єфимія Петрівна — ерзянська народна оповідачка, одна із засновників мордовського оповідального мистецтва[2]
- Єгоров Григорій Антонович (1891—1963) — журналіст, організатор мордовського національного друкарства.